# Tanytarsus armatifrons
Tanytarsus armatifrons är en tvåvingeart som beskrevs av Jean-Jacques Kieffer 1916. Tanytarsus armatifrons ingår i släktet Tanytarsus och familjen fjädermyggor.
Artens utbredningsområde är Tyskland. Inga underarter finns listade i Catalogue of Life.